# Macaque de Muna
Macaca ochreata brunnescens
Sous-espèce
Statut de conservation UICN

 VU A3c; B1ab(i,ii,iii) : Vulnérable
Le macaque de Muna (Macaca ochreata brunnescens) est un singe catarhinien de la famille des cercopithécidés. 
Il appartient au groupe des macaques de Sulawesi. Il est tenu pour une sous-espèce de Macaca ochreata, bien que certains auteurs le considèrent comme une espèce distincte.
Ce primate est endémique des îles indonésiennes de Buton et Muna, au sud-est des Célèbes.

## Mensurations
Poids :
- - Mâle : pas de données disponibles
  - Femelle : pas de données disponibles

Taille :
- Longueur tête + corps
  - Mâle : 475 à 495 mm
  - Femelle : 395 à 450 mm
- Longueur de la queue
  - Mâle : 35 à 55 mm
  - Femelle : 25 à 45 mm

## Habitat

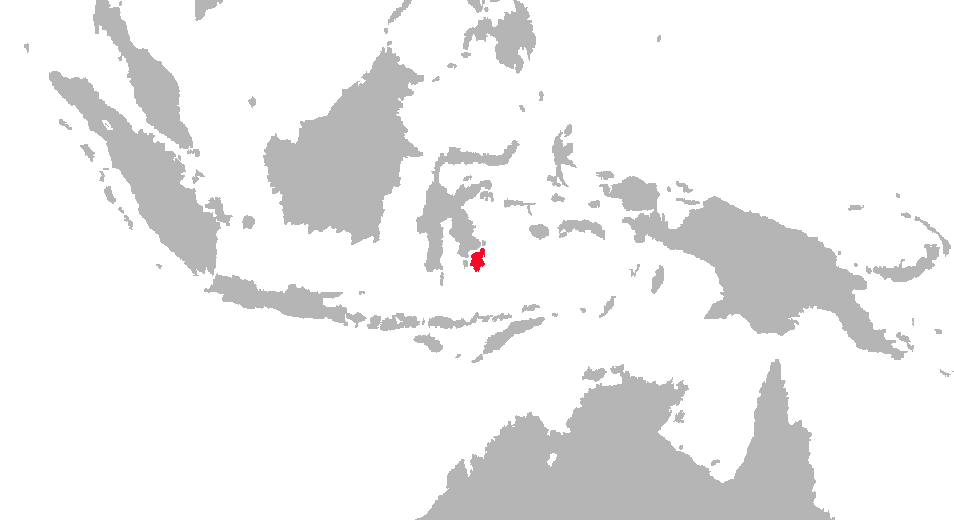
Répartition géographique